# Alba Rohrwacher
Alba Caterina Rohrwacher (Firenze, 27 febbraio 1979) è un'attrice italiana.
Nel corso della sua carriera di attrice di cinema ha ottenuto vari premi, tra cui due David di Donatello, un Nastro d'argento, due Globi d'oro e tre Ciak d'oro (di cui uno come Rivelazione dell'anno), una Coppa Volpi per la migliore interpretazione femminile e tre Premi Pasinetti alla Mostra internazionale d'arte cinematografica di Venezia.

## Biografia
Nata a Firenze, è cresciuta a Castel Giorgio, in provincia di Terni, terra di origine della madre, Annalisa Giulietti, e luogo di lavoro del padre, Reinhard Rohrwacher, apicoltore nomade, originario di Amburgo. Sua sorella minore è la regista Alice Rohrwacher. Si è formata iniziando dal teatro, con i corsi dell'Accademia dei Piccoli di Firenze.

### Carriera
Dopo aver frequentato il liceo classico di Orvieto, nel 2003 si è diplomata al Centro sperimentale di cinematografia; successivamente ha lavorato in spettacoli teatrali, tra cui Noccioline - Peanuts di Fausto Paravidino, per la regia di Valerio Binasco, e ha partecipato al videoclip dei Tiromancino I giorni migliori. Il suo debutto cinematografico è avvenuto nel 2004 nel film di Carlo Mazzacurati, L'amore ritrovato. Nel 2005 è stata nella commedia Kiss me Lorena del gruppo I Licaoni. Dopo aver lavorato nel film Melissa P. e in 4-4-2 - Il gioco più bello del mondo di Claudio Cupellini, nel 2007 si è fatta notare nel film di Daniele Luchetti Mio fratello è figlio unico: qui ha recitato con Elio Germano e Riccardo Scamarcio, da lei già conosciuto ai tempi del Centro Sperimentale.

#### 2007-2011: l'affermazione
Il 2007 è stato un anno importante per la sua carriera sempre più in ascesa. Ha infatti partecipato a Piano, solo di Riccardo Milani; e ha lavorato con Antonio Albanese e Margherita Buy in Giorni e nuvole di Silvio Soldini, ruolo per cui ha ricevuto il David di Donatello 2008 come migliore attrice non protagonista. A luglio del 2009 le è stato anche consegnato a Parma il Premio Schiaretti, riservato ai nuovi protagonisti del cinema italiano, vinto l'anno prima da Isabella Ragonese. Nel 2008 ha partecipato al film Riprendimi, presentato al Sundance Film Festival, a Caos calmo di Antonello Grimaldi, e a Il papà di Giovanna di Pupi Avati, con cui ha vinto il David di Donatello 2009 come migliore attrice protagonista ed è stata candidata al Nastro d'argento come migliore attrice.
Nel 2009 è ritornata sul grande schermo con ben quattro film: Due partite, per la regia di Enzo Monteleone, con cui è stata nominata al Nastro d'argento alla migliore attrice non protagonista, Io sono l'amore di Luca Guadagnino, L'uomo che verrà, di Giorgio Diritti, per il quale è stata nuovamente candidata al David di Donatello e Il tuo disprezzo, per la regia di Christian Angeli. Nel 2010 è stata, accanto a Pierfrancesco Favino, protagonista del film di Silvio Soldini Cosa voglio di più, con cui ha vinto il Ciak d'oro ed è stata ancora candidata al Nastro d'argento alla migliore attrice protagonista. L'interpretazione nel film La solitudine dei numeri primi, tratto dal romanzo di Paolo Giordano, le ha valso il Nastro d'argento come miglior attrice l'anno successivo, il premio Pasinetti a Venezia e infine il Ciak d'oro. Nel 2011 ha fatto parte della giuria internazionale della sessantottesima Mostra del cinema di Venezia presieduta dal regista statunitense Darren Aronofsky.

#### 2013- presente
Nel 2014 ha partecipato al film di sua sorella Alice, Le meraviglie, ispirato all'infanzia delle sorelle Rohrwacher, in cui Alba ha interpretato il ruolo di una madre di quattro bambine, sposata ad un apicoltore tedesco che cerca di tener lontana la famiglia da progresso e televisione. Il lungometraggio in concorso al Festival di Cannes 2014 ha vinto il Grand Prix Speciale della Giuria.

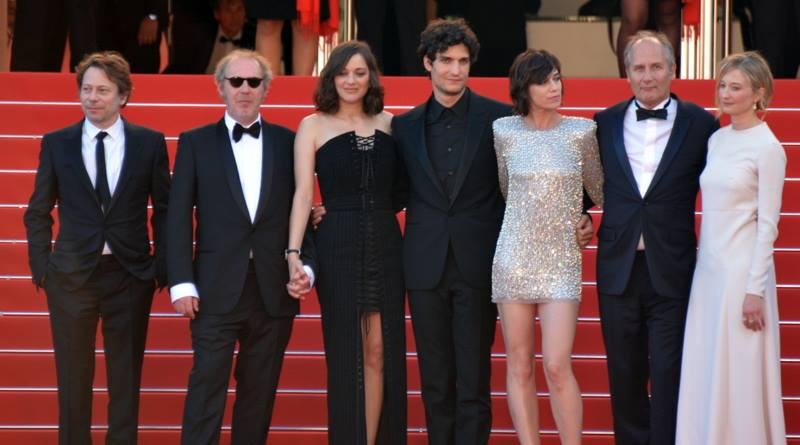
Il cast del film I fantasmi d'Ismael al Festival di Cannes, nel 2017.

Il settembre successivo è stata in concorso alla 71ª Mostra internazionale d'arte cinematografica di Venezia con Hungry Hearts di Saverio Costanzo. Il lungometraggio, ispirato al romanzo Il bambino indaco, è ambientato a New York e narra le vicissitudini matrimoniali di una giovane coppia: Mina e Jude, interpretati rispettivamente da Alba e dall'attore statunitense Adam Driver, che finirà tragicamente a causa delle ossessioni nutrizioniste di Mina verso il figlioletto, che lei considera speciale. Il film e l'interpretazione dei due protagonisti sono stati generalmente ben accolti dalla critica e il 6 settembre 2014, Alba vince la Coppa Volpi per la migliore interpretazione femminile e Adam Driver quella per la migliore interpretazione maschile.
A febbraio 2015, Alba è stata la protagonista dell'unico film italiano in concorso al Festival di Berlino 2015: Vergine giurata, opera prima di Laura Bispuri, tratto dal romanzo di Elvira Dones. Nel film, recitato prevalentemente in albanese, Alba ha interpretato il ruolo di una ragazza orfana di nome Hana, che sceglie di diventare Mark ossia di essere una "vergine giurata" (figura della tradizione dell'arcaica Albania settentrionale): cioè rinunciare alla propria sessualità per poter essere trattata e ricevere gli stessi benefici di un uomo nella società albanese. La sua interpretazione, lodata dalla critica come «stupefacente» e «intensa», è definita la vera colonna portante del film.
Nella primavera 2015 è stata candidata ai principali premi della stagione cinematografica 2014/2015, i Ciak d'oro come migliore attrice non protagonista per il ruolo di Angelica, la madre della bambina protagonista de Le meraviglie. Per Hungry Hearts ha vinto il Globo d'oro alla miglior attrice ed è stata candidata al David di Donatello e al Nastro d'argento, quest'ultimo anche per la sua acclamata performance in Vergine giurata.

## Vita privata
Dal 2010 il suo compagno è il regista Saverio Costanzo, figlio del noto conduttore televisivo Maurizio.

## Filmografia

### Cinema
- L'ora di religione, regia di Marco Bellocchio (2002)
- L'amore ritrovato, regia di Carlo Mazzacurati (2004)
- Fare bene mikles, regia di Christian Angeli (2005)
- Kiss Me Lorena, regia di Guglielmo Favilla e Alessandro Izzo (2005)
- Melissa P., regia di Luca Guadagnino (2005)
- Il regista di matrimoni, regia di Marco Bellocchio (2006)
- La donna del mister, episodio di 4-4-2 - Il gioco più bello del mondo, regia di Claudio Cupellini (2006)
- Mio fratello è figlio unico, regia di Daniele Luchetti (2007)
- Piano, solo, regia di Riccardo Milani (2007)
- Giorni e nuvole, regia di Silvio Soldini (2007)
- Nelle tue mani, regia di Peter Del Monte (2007)
- Riprendimi, regia di Anna Negri (2008)
- Caos calmo, regia di Antonello Grimaldi (2008)
- Non c'è più niente da fare, regia di Emanuele Barresi (2008)
- Il papà di Giovanna, regia di Pupi Avati (2008)
- Due partite, regia di Enzo Monteleone (2009)
- Io sono l'amore, regia di Luca Guadagnino (2009)
- L'uomo che verrà, regia di Giorgio Diritti (2009)
- Il tuo disprezzo, regia di Christian Angeli (2009)[14]
- Cosa voglio di più, regia di Silvio Soldini (2010)
- La solitudine dei numeri primi, regia di Saverio Costanzo (2010)
- Sorelle Mai, regia di Marco Bellocchio (2010)
- Diarchia, regia di Ferdinando Cito Filomarino - cortometraggio (2010)[15][16][17]
- Missione di pace, regia di Francesco Lagi (2011)
- In carne e ossa, regia di Christian Angeli (2011)
- Tormenti - Film disegnato, regia di Filiberto Scarpelli (2011)
- Bella addormentata, regia di Marco Bellocchio (2012)
- Il comandante e la cicogna, regia di Silvio Soldini (2012)
- Glück, regia di Doris Dörrie (2012)[18]
- Via Castellana Bandiera, regia di Emma Dante (2013)
- Con il fiato sospeso, regia di Costanza Quatriglio (2013)
- Le meraviglie, regia di Alice Rohrwacher (2014)
- Hungry Hearts, regia di Saverio Costanzo (2014)
- Vergine giurata, regia di Laura Bispuri (2015)
- Il racconto dei racconti - Tale of Tales, regia di Matteo Garrone (2015)
- Sangue del mio sangue, regia di Marco Bellocchio (2015)
- Taj Mahal, regia di Nicolas Saada (2015)
- Viva la sposa, regia di Ascanio Celestini (2015)[19]
- Perfetti sconosciuti, regia di Paolo Genovese (2016)
- Il sogno di Francesco, regia di Renaud Fely e Arnaud Louvet (2016)
- La meccanica delle ombre (La Mécanique de l'ombre), regia di Thomas Kruithof (2016)
- I fantasmi d'Ismael (Les Fantômes d'Ismaël), regia di Arnaud Desplechin (2017)
- The Place, regia di Paolo Genovese (2017)
- Antropocene - L'epoca umana, regia di Jennifer Baichwal e Nicholas de Pencier (2018) - voce narrante nel doppiaggio italiano[20]
- Figlia mia, regia di Laura Bispuri (2018)
- Lazzaro felice, regia di Alice Rohrwacher (2018)
- Troppa grazia, regia di Gianni Zanasi (2018)
- Angelo, regia di Markus Schleinzer (2018)
- The Staggering Girl, regia di Luca Guadagnino - mediometraggio (2019)
- Hellhole, regia di Bas Devos (2019)
- Magari, regia di Ginevra Elkann (2019)
- Lacci, regia di Daniele Luchetti (2020)
- Tre piani, regia di Nanni Moretti (2021)
- Il paradiso del pavone, regia di Laura Bispuri (2021)
- La figlia oscura (The Lost Daughter), regia di Maggie Gyllenhaal (2021)
- Marcel!, regia di Jasmine Trinca (2022)
- La chimera, regia di Alice Rohrwacher (2023)
- Le occasioni dell'amore (Hors-saison), regia di Stéphane Brizé (2023)
- Mi fanno male i capelli, regia di Roberta Torre (2023)
- Il sol dell'avvenire, regia di Nanni Moretti (2023)
- Te l’avevo detto, regia di Ginevra Elkann (2023)
- Finalmente l'alba, regia di Saverio Costanzo (2024)
- Maria, regia di Pablo Larraín (2024)
- Jay Kelly, regia di Noah Baumbach (2025)

### Televisione
- Giorni da Leone 2, regia di Francesco Barilli - miniserie TV (2006)
- Il Pirata - Marco Pantani, regia di Claudio Bonivento - film TV (2007)
- Maria Montessori - Una vita per i bambini, regia di Gianluca Maria Tavarelli - miniserie TV (2007)
- In Treatment - serie TV (2013)
- Il miracolo - serie TV, 8 episodi (2018)
- L'amica geniale - serie TV (2018-2024)[21]

#### Cortometraggi
- Le pupille, regia di Alice Rohrwacher (2022)

### Audiolibri
- L'eleganza del riccio, scritto da Muriel Barbery, Emons Audiolibri, (2008)
- Racconti dell'alloggio segreto, scritto da Anna Frank, Emons Audiolibri, (2011)
- Harper Lee, Il buio oltre la siepe letto da Alba Rohrwacher, collana Emons Feltrinelli, traduzione di Amalia D'Agostino Schanzer, Feltrinelli, Maggio 2011, ISBN 9788807735097.
- Arthur Schnitzler, La signorina Else letto da Alba Rohrwacher, collana Emons/Feltrinelli, Feltrinelli, 22 maggio 2013, ISBN 9788807735370.
- Charlotte Brontë, Jane Eyre letto da Alba Rohrwacher, collana Classici, traduzione di Monica Pareschi, 2 CD, Emons Edizioni, 17 novembre 2016, ISBN 9788869860294.
- Agostino, scritto da Alberto Moravia, Audiolibri Raiplay Sound, (2014)

### Videoclip
- Ha partecipato, assieme a Luca Marinelli, al video musicale di Le nostre anime di Franco Battiato (2015)

## Riconoscimenti
- David di Donatello
  - 2008 – Migliore attrice non protagonista per Giorni e nuvole
  - 2009 – Migliore attrice protagonista per Il papà di Giovanna
  - 2010 – Candidatura alla migliore attrice non protagonista per L'uomo che verrà
  - 2011 – Candidatura alla migliore attrice protagonista per La solitudine dei numeri primi
  - 2015 – Candidatura alla migliore attrice protagonista per Hungry Hearts
  - 2019 – Candidatura alla migliore attrice protagonista per Troppa grazia
  - 2021 – Candidatura alla migliore attrice protagonista per Lacci
  - 2021 – Candidatura alla migliore attrice non protagonista per Magari
  - 2024 - Candidatura alla migliore attrice non protagonista per La chimera

- Nastro d'argento
  - 2008 – Candidatura alla migliore attrice protagonista per Riprendimi
  - 2009 – Candidatura alla migliore attrice protagonista per Il papà di Giovanna
  - 2009 – Candidatura alla migliore attrice non protagonista per Due partite
  - 2010 – Candidatura alla migliore attrice protagonista per Cosa voglio di più
  - 2011 – Migliore attrice protagonista per La solitudine dei numeri primi
  - 2015 – Candidatura alla Migliore attrice protagonista per Hungry Hearts e Vergine giurata
  - 2016 – Nastro d'argento speciale per Perfetti sconosciuti
  - 2018 – Candidatura alla migliore attrice protagonista per Figlia mia[22]
- Nastri d'argento - Grandi Serie
  - 2025 – Nastro d'argento Speciale - Protagonisti dell'anno per L'amica geniale

- BIF&ST
  - 2018 – Premio Mariangela Melato per il cinema per la miglior attrice protagonista per Figlia Mia

- Ciak d'oro
  - 2008 – Rivelazione dell'anno
  - 2008 – Candidatura alla miglior attrice non protagonista per Giorni e nuvole
  - 2010 – Miglior attrice protagonista per Cosa voglio di più[23]
  - 2011 – Miglior attrice protagonista per La solitudine dei numeri primi[24]
  - 2015 – Candidatura alla miglior attrice non protagonista per Le meraviglie

- Globo d'oro
  - 2009 – Candidatura alla miglior attrice per Il papà di Giovanna
  - 2009 – Miglior attrice rivelazione per Il papà di Giovanna
  - 2010 – Candidatura alla miglior attrice per Cosa voglio di più
  - 2011 – Candidatura alla miglior attrice per La solitudine dei numeri primi
  - 2015 – Miglior attrice per Hungry Hearts
  - 2018 – Candidatura alla miglior Attrice per Figlia Mia

- Mostra del Cinema di Venezia
  - 2010 – Premio Pasinetti per La solitudine dei numeri primi
  - 2013 – Premio Pasinetti per Via Castellana Bandiera
  - 2014 – Coppa Volpi per la migliore interpretazione femminile per Hungry Hearts
  - 2014 – Premio Pasinetti per Hungry Hearts

### Altri premi
- 2008 – Festival du cinéma italien d'Annecy – Miglior attrice protagonista per Riprendimi
- 2008 – Sulmonacinema Film Festival – Migliore attrice protagonista per Riprendimi
- 2009 – Festival internazionale del film di Roma – Premio speciale "10eLotto" all'attore italiano che meglio rappresenta il carattere e la generosità popolare
- 2016 – Torino Film Festival – Premio Cabiria[25]
- 2018 – Tuscia Film Fest – Premio Tuscia Terra di cinema
- 2018 – Animavì - Cinema d'Animazione e Arte Poetica, Bronzo Dorato all'arte della Recitazione
- 2021 - FRED Award - Premio assegnato da FRED Film Radio ad attori, registi e operatori del settore che promuovono il cinema indipendente e lo scambio interculturale